# Twin Peaks
Twin Peaks es una serie de televisión estadounidense creada por David Lynch y Mark Frost. Se emitió por primera vez en la cadena de televisión ABC el 8 de abril de 1990, y finalizó en ese mismo canal el 10 de junio de 1991. Fue coproducida por Aaron Spelling y abarca un piloto y 29 episodios, distribuidos en dos temporadas, y una tercera temporada con 18 capítulos adicionales rodada 25 años después: en total, 48 capítulos. La trama transcurre en el pueblo ficticio que da nombre a la serie, ubicado en el noroeste del estado de Washington. Las escenas en exteriores fueron principalmente rodadas en Snoqualmie y North Bend, junto a algunos planos en el sur de California. La mayoría de las escenas en interiores fueron rodadas en un estudio de grabación en valle de San Fernando.
De la primera temporada, solo el piloto y el tercer episodio fueron dirigidos por Lynch, mientras que el resto fue dirigido por directores invitados. Los guiones fueron escritos por Mark Frost, Robert Engels, Harley Peyton y el propio Lynch. La mayoría de los episodios de la segunda temporada fueron dirigidos por directores invitados, salvo el 1, el 2, el 7 y el capítulo final, donde vuelve a dirigir Lynch.
En 1992 Lynch dirigió Twin Peaks: Fire Walk With Me, que cuenta la última semana de la vida de Laura Palmer.
El 6 de octubre de 2014, se anunció que la serie volvería para una serie limitada de nueve episodios, luego ampliada a dieciocho, a emitirse en 2017 en Showtime. Todos los episodios fueron escritos por los creadores David Lynch y Mark Frost, con Lynch dirigiendo todos los episodios. Se estrenó el 19 de mayo de 2017, y se conoció con el título de Twin Peaks: The Return.

## Argumento
Twin Peaks sigue la historia del agente del F.B.I. Dale Cooper, que es enviado al pueblo ficticio de Twin Peaks (Washington) para investigar el asesinato de la popular y respetada estudiante de secundaria Laura Palmer. La serie está protagonizada por Kyle MacLachlan como Cooper, Michael Ontkean como el Sheriff Harry S. Truman, Dana Ashbrook como Bobby Briggs, Lara Flynn Boyle como Donna Hayward, Mädchen Amick como Shelly Johnson, Sherilyn Fenn como Audrey Horne y Sheryl Lee como Laura Palmer.

## Personajes
- Kyle MacLachlan: Agente especial Dale Cooper.[4]
- Michael Ontkean: Sheriff Harry S. Truman.[5]
- Mädchen Amick: Shelly Johnson.[6]
- Dana Ashbrook: Bobby Briggs.[7]
- Richard Beymer: Benjamin Horne.[8]
- Lara Flynn Boyle: Donna Hayward.[9]
- Sherilyn Fenn: Audrey Horne.[10]
- Sheryl Lee: Laura Palmer/Maddy Ferguson.

## Temporadas
| Temporada | Temporada         | Episodios         | Episodios         | Emisión original         | Emisión original        |
| Temporada | Temporada         | Episodios         | Episodios         | Primera emisión          | Última emisión          |
| --------- | ----------------- | ----------------- | ----------------- | ------------------------ | ----------------------- |
|           | 1                 | 8                 | 8                 | 8 de abril de 1990       | 23 de mayo de 1990      |
|           | 2                 | 22                | 22                | 30 de septiembre de 1990 | 10 de junio de 1991     |
|           | Fire Walk with Me | Fire Walk with Me | Fire Walk with Me | 28 de agosto de 1992     | 28 de agosto de 1992    |
|           | 3                 | 18                | 18                | 21 de mayo de 2017       | 3 de septiembre de 2017 |

### Primera temporada (1990)
La primera temporada de Twin Peaks comenzó a emitirse el 8 de abril de 1990 y contó con un total de 8 episodios. La acogida de esta primera temporada fue un éxito inesperado para la cadena ABC, derivando en la Twinpeaksmanía y la consiguiente espera de millones de fanes de una segunda temporada. El episodio piloto comienza con el descubrimiento de un cuerpo envuelto en plástico que pertenece a la popular estudiante de secundaria Laura Palmer, algo que conmueve a todos los habitantes del pequeño pueblo de Twin Peaks (Washington). Para investigar el caso, el FBI envía al excéntrico agente Dale Cooper para que ayude a las autoridades del pueblo, entre las que se encuentra el Sheriff Harry S. Truman. A medida que el agente Cooper se va estableciendo en el pueblo, va conociendo a los distintos habitantes que le muestran extrañas y extravagantes pruebas relacionadas con el caso. Conforme avanza la serie, la apariencia normal de Twin Peaks comienza a esfumarse, revelando varios secretos que muestran los aspectos más perturbadores del lugar.

### Segunda temporada (1990-91)
La segunda temporada comenzó a emitirse el 30 de septiembre de 1990 y se emitieron un total de 22 episodios de forma discontinua. La cadena ABC obligó a Lynch y Frost a desvelar quién era el asesino de Laura Palmer al poco de comenzar esta segunda temporada. Este hecho, que tiene lugar en el capítulo 7, dirigido magistralmente por Lynch y que cierra cierta parte de la trama en el 8, supuso el comienzo de un progresivo declive argumental. Inicialmente, pensaron en desarrollar la historia de amor entre Cooper y Audrey, pero como Kyle MacLachlan era pareja sentimental en la vida real de Lara Flynn Boyle (Donna en la serie), esta puso bastantes impedimentos a esta nueva trama, por lo cual los productores optaron por desarrollar el personaje de Windom Earle, antiguo compañero desaparecido y ahora enemigo de Cooper.
Como David Lynch se encontraba promocionando Corazón salvaje y Mark Frost trabajando en El peso de la corrupción, la serie fue abandonada durante algunos episodios (más concretamente entre el 10 y el 16) a guionistas y directores de encargo que, a pesar de tratar de mantener el espíritu inicial, incluyeron argumentos paralelos de menos peso, nuevas estrellas en el reparto y una mayor comicidad en los guiones, que no fueron del agrado de los fanes y la serie comenzó un imparable declive y un desinterés cada vez mayor por parte de sus seguidores.
A comienzos de febrero de 1991, la cadena ABC anunció el cese indefinido de la emisión de la serie. Los innumerables seguidores de Twin Peaks reclamaron a la cadena su continuación con constantes protestas y lograron que Frost y Lynch volvieran al proyecto y al horario semanal inicial de la serie a mediados de marzo de 1991. A pesar de que los últimos 6 capítulos (del 17 al 22) mejoraron el nivel de los anteriores (incluyendo nuevas intrigas, un implacable malvado y una relación sentimental entre Cooper y un personaje nuevo, Annie) la serie fue finalmente cancelada casi un mes después debido a la escasa recepción y el declive progresivo de audiencia.
En junio de 1991 se emitieron de forma simultánea los dos últimos capítulos de la serie, siendo el último dirigido nuevamente por David Lynch y logrando superar con creces el nivel de calidad de los anteriores episodios. Este capítulo cierra una gran cantidad de líneas argumentales y deja otras posibles abiertas en caso de que hubiese habido una tercera temporada. Lynch confesó sentirse orgulloso de la forma en la que concluyó la serie con este último capítulo, con el que pretendió literalmente dinamitar Twin Peaks, realizando de forma sublime el episodio más complejo y menos comercial de la serie.
Antes de que la segunda temporada comenzase, salió a la venta el libro The secret diary of Laura Palmer (El diario secreto de Laura Palmer). En él se cuentan hechos de los cuales algunos son mencionados en la serie.
Esta segunda temporada cuenta cómo la investigación del agente Cooper sobre el asesinato de Laura Palmer es interrumpida cuando recibe la orden del FBI por haber realizado una operación sin autorización en el burdel "Jack el Tuerto"; además, al volver de esta operación le dispara un misterioso asaltante al llegar a su habitación de hotel (fin de la primera temporada), pero sobrevive al ataque. Cooper más tarde recibe algunas pruebas sobre el asesinato de Laura de un misterioso "gigante" que se le aparece en sueños. Conforme a los habitantes se van preparando para el concurso Miss Twin Peaks, Cooper intenta investigar el secreto de la Logia negra con ayuda del Sheriff Truman.

### Tercera temporada (2017)
Veinticinco años después, tal y como promete Laura Palmer al finalizar la segunda temporada, vuelve Twin Peaks.
El lunes 6 de octubre de 2014 se confirmó, a través de la cuenta de Twitter de David Lynch, el regreso de la serie para una tercera temporada. Según avanzaba también TVLine, Showtime había firmado el regreso de la serie con una tercera temporada de 9 capítulos (luego ampliados a 18) que se emitió en 2016; es una continuación de la serie original ambientada en la época actual, retomando la trama, proporcionando respuestas y dando una conclusión a la serie. Por lo que hasta ahora se sabe, serán los propios David Lynch y Mark Frost quienes firmarán el guion de los capítulos y todos ellos estarán dirigidos por el propio David Lynch.
El 13 de enero de 2015, el canal Showtime confirmó que el agente Dale Cooper seguiría siendo el protagonista de la tercera temporada, nuevamente interpretado por el actor Kyle MacLachlan. A lo largo de semanas posteriores se van sabiendo más actores que retomarán sus papeles: Sheryl Lee como Laura Palmer, Dana Ashbrook como Bobby Briggs y Sherilyn Fenn como Audrey Horne.
El rodaje comenzó en septiembre de 2015 en North Bend (Washington) bajo la dirección de David Lynch y la dirección de fotografía de Peter Deming (Mulholland Drive). Asimismo, también se filmará en Los Ángeles los interiores como parte de los exteriores. El rodaje finalizará a mediados de abril.
En diciembre de 2015, David Lynch publicó en Twitter el primer teaser de la vuelta de la tercera temporada. En él aparece el actor Michael Horse.
En enero de 2016, el presidente de Showtime, David Nevins apuntó que el estreno de la tercera temporada será pronto, durante la primera mitad de 2017.
En octubre de 2015, el actor Michael Ontkean rechazó repetir su papel como el Sheriff Harry S. Truman, puesto que ya estaba retirado del mundo de la actuación. En su lugar, el papel será interpretado por el actor Robert Forster, la primera opción que tuvo Lynch para interpretar al personaje en la serie. Del mismo modo y por motivos no explicados, Lara Flynn Boyle también rechazó retomar su papel como Donna Hayward.

## Libros
Se han escrito numerosos libros inspirados en Twin Peaks. Durante la emisión de la segunda temporada, Pocket Books editó tres relacionados con la serie, escritos por los autores o sus familiares y que ofrecían numerosa información sobre esta. Los libros son los siguientes:
- The autobiography of F.B.I. Special agent Dale Cooper: My life, My tapes, 1991: escrito por el hermano de Mark Frost, Scott Frost, es una recopilación de las transcripciones de las cintas de audio del agente Dale Cooper desde su infancia hasta el día en que se le asigna el caso de Laura Palmer. El libro incluye información sobre la familia de Dale Cooper, sus primeros tropiezos amorosos, su obsesión con el FBI y explora su relación entre él, Windom Earle y su esposa.

- The secret diary of Laura Palmer, escrito por la hija de David Lynch, Jennifer Lynch, en 1990. Lynch escribe el retrato de la doble vida de una adolescente, que oscila entre un mundo de prostitución y abuso de drogas y su vida como chica popular de instituto. Publicado durante el verano que transcurre entre las emisiones originales de la primera y segunda temporada, el libro da a los seguidores de la serie más información sobre la oscura vida de Laura Palmer, incluyendo su relación con el personaje de Killer Bob.

- Twin Peaks: An access guide to the town, de 1991, es el más humorístico de los libros. Es una parodia a la típica guía del viajero, publicada por la Cámara de comercio de Twin Peaks. En su interior los seguidores de la serie pueden encontrar cualquier tipo de información, desde historias sobre los nativos americanos que poblaron las zonas cercanas a Twin Peaks hasta una lista de las canciones de la rockola del "Double R Diner". También aparece un anuncio a doble página con David Lynch y Mark Frost como los hermanos Tim & Tom, quienes ofrecen un peculiar servicio, el Taxi-Dermy.

- The Secret History of Twin Peaks (2016), escrito por Mark Frost y que narrará los eventos posteriores al cliffhanger final de la segunda temporada. La novela recorrerá todos los sucesos acontecidos en los 25 años siguientes.
- Twin Peaks: guía de campo (2024), escrito por Martín Sepúlveda es una enciclopedia de bolsillo de todos los personajes, lugares y agrupaciones de las tres temporadas de la serie y la película Fire walk with me.